# Bofors 120 mm
Il Bofors 120 mm è un cannone antinave prodotto dalla Bofors.
La Bofors svedese ha costruito, nella sua vasta gamma di prodotti, un cannone navale da 120mm, unico paese a farlo nel dopoguerra, con una elevata cadenza di tiro, ben 40 colpi al minuto, data dal fatto di essere sia una installazione binata che da varie altre innovazioni, tra cui un'alimentazione automatica, ma con una gittata breve. Essa è un'installazione della quale vi è anche un sistema singolo, per corvette, installata su alcune navi finlandesi. Il complesso binato, tra l'altro, è stato montato sulle navi della Classe Tromp olandesi.